# ریچارد نونز
ریچارد نونز (انگلیسی: Richard Núñez؛ زادهٔ ۱۶ فوریهٔ ۱۹۷۶) بازیکن سابق فوتبال اهل اروگوئه است.
وی همچنین در تیم ملی فوتبال اروگوئه بازی کرده‌است.